# Mesoleptus invalidus
Mesoleptus invalidus là một loài tò vò trong họ Ichneumonidae.